# هومر، مینه‌سوتا
هومر (به انگلیسی: Homer) یک منطقهٔ مسکونی در ایالات متحده آمریکا است که در شهرستان وینونا، مینه‌سوتا واقع شده‌است. هومر ۱۸۱ نفر جمعیت دارد و ۲۱۰٫۹۲ متر بالاتر از سطح دریا واقع شده‌است.